# Weber Juti
Weber Ute (Cumumba, Cumumbah) je ime za grupu Šošona nastanjenih u Utahu u dolini Weber Valley, pa prema Great Salt Lakeu, u sjevernom Utahu. Weber Ute su jedna od tri skupine Sjeverozapadnih (Northwestern, ili So-so-goi “those that travel by foot”) Šošona, koja je dio Sjevernih ili Northern Šošona, porodica Juto-Asteci. 
Sjeverozapadni Šošoni sezonski su migrirali svojim područjem i bavili se lovom i sakupljanjem. Najpoznatiji im je poglavica bio Little Soldier koji je predvodio skupinu od nekih 400 Indijanaca. Cumumba ili Weber Utes, kaže Clifford Duncan, često se žene s Northwestern Šošonima, on poistovjećuje ova dva plemenska imena. Njega slijedi i David Rich Lewis koji kaže da su Cumumba ili Weber Ute zajedno s Ute plemenima Pahvant, Tumpanawach, Uinta-ats i Sheberetch okupljeni na agenciji Uintah, gdje kasnih 1860. i ranih 1870.-tih ulaze u sastav Uintah Ute Indijanaca na rezervatu Uintah u Utahu. Oni se kasnije ne spominju kao Weber Ute, nego pod imenom Cumumba, navodeći usput, da se moguće radi o šošonskom plemenu. Populacija 1885. (800). 

## Vanjske poveznice
- C- Utah Indian Villages, Towns and Settlements  Arhivirana inačica izvorne stranice od 6. srpnja 2008. (Wayback Machine)